# Melica schuetzeana
Melica schuetzeana är en gräsart som beskrevs av Werner Hempel. Melica schuetzeana ingår i släktet slokar, och familjen gräs. Inga underarter finns listade i Catalogue of Life.